# Rouffach
Rouffach (en alsacià Rufàch) és un municipi francès, situat a la regió del Gran Est, al departament de l'Alt Rin. L'any 2005 tenia 4.491 habitants.

## Demografia
| 1962  | 1968  | 1975  | 1982  | 1990  | 1999  | 2002  |
| ----- | ----- | ----- | ----- | ----- | ----- | ----- |
| 4.781 | 5.053 | 4.768 | 4.615 | 4.303 | 4.187 | 4.499 |

## Administració
| Període | Identitat          | Partit |
| ------- | ------------------ | ------ |
| 1989-   | Jean-Pierre Toucas | UMP    |